# Montfort-sur-Boulzane
Montfort-sur-Boulzane es una localidad  y comuna francesa, situada en el departamento del Aude en la región de Languedoc-Roussillon.
A sus habitantes se les conoce por el gentilicio Monfortais.

## Geografía
La comuna está emplazada en la ribera del río Boulzane.

## Demografía
| 94 | 112 | 84 | 72 | 82 | 65 |
| Para los censos de 1962 a 1999 la población legal corresponde a la población sin duplicidades (Fuente: INSEE [Consultar]) |     |    |    |    |    |

(Población sans doubles comptes según la metodología del INSEE).